# Sceloporus grandaevus
Sceloporus grandaevus este o specie de șopârle din genul Sceloporus, familia Phrynosomatidae, descrisă de Dickerson 1919. A fost clasificată de IUCN ca specie cu risc scăzut. Conform Catalogue of Life specia Sceloporus grandaevus nu are subspecii cunoscute.